# Wessental
Wessental ist ein Stadtteil von Freudenberg im Main-Tauber-Kreis in Baden-Württemberg.

## Geographie

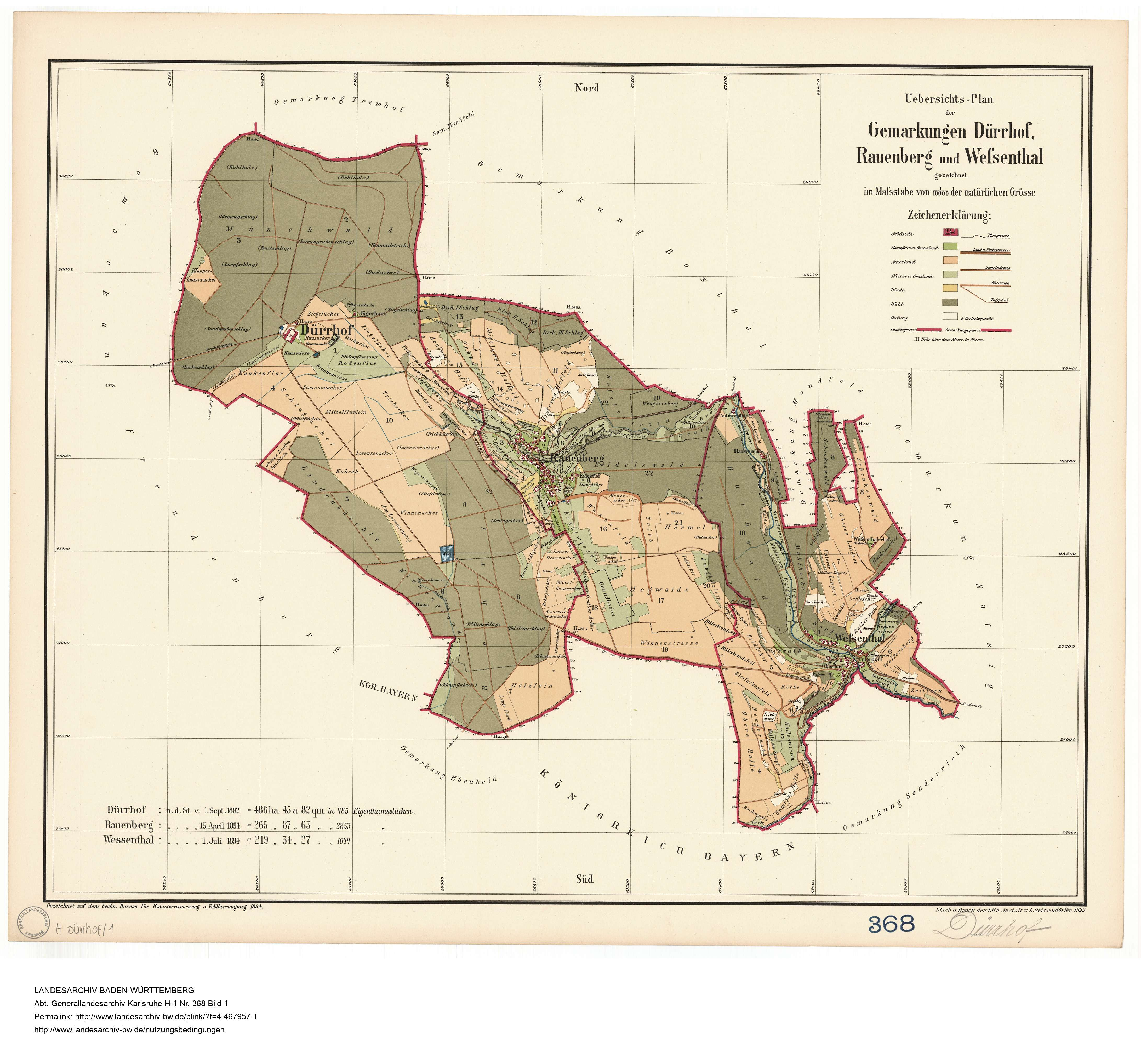
Die Gemarkungen von Wessental, Rauenberg und Dürrhof nach einer Zeichnung aus dem Jahre 1894

Zur Gemarkung der ehemaligen Gemeinde Wessental gehören das Dorf Wessental (⊙) und die Wohnplätze Antonius (Antons)-mühle (⊙) und Blankenmühle (⊙). Der Ort liegt am Zusammenfluss dreier Quellbäche des Wildbachs in Talrichtung.

## Geschichte

### Mittelalter
Im Jahre 1309 wurde der Ort erstmals urkundlich als Wetzingintal erwähnt. 1424 folgte eine weitere urkundliche Erwähnung als Wetzental, die wohl auf einen Personennamen zurückzuführen ist. Wessental gehörte ursprünglich zur Zehnt in Bürgstadt. Im Jahre 1309 verkaufte Graf Konrad von Vaihingen seinen Wessentaler Besitz an das Kloster Bronnbach. 1342 wurde der Ort von der Deutschordenskommende Prozelten verlehnt.

### Neuzeit
Im 16. Jahrhundert wurde Wessental vom Bistum Mainz an die Rüdt von Collenberg verlehnt. 1659 fiel der Ort heim ans Bistum Mainz und war fortan zum Alt Miltenberg zugehörig. 1803 fiel der Ort im Zuge der Säkularisation durch den Reichsdeputationshauptschluss an die Löwenstein-Wertheim-Virneburg, bevor er im Jahre 1806 durch die Bestimmung der Rheinbundakte badisch wurde. Von 1813 bis 1938 gehörte Boxtal zum Amt und späteren Bezirksamt Wertheim, dann ab 1938 zum Landkreis Tauberbischofsheim, der wiederum am 1. Januar 1973 im neu gebildeten Main-Tauber-Kreis aufging.
Wessental wurde am 1. Januar 1972 gemeinsam mit Boxtal und Ebenheid in die Stadt Freudenberg eingemeindet.

## Religion
Wessental gehörte ursprünglich zur Pfarrei Nassig. Durch die Gegenreformation gelangte der Ort im 17. Jahrhundert zu Freudenberg. Von 1865 bis 1901 gehörte der Ort kirchlich zu Rauenberg, danach die katholische Pfarrei zu Rauenberg und die evangelischen Gläubigen wieder zu Nassig.

## Kultur und Sehenswürdigkeiten

### Kirche Sieben Schmerzen Mariens
Im Ort befindet sich die katholische Kirche Sieben Schmerzen Mariens. Es handelt sich um einen schlichten Kapellenbau mit Dachreiter und polygonalem Chor aus dem Jahre 1875.

### Rad- und Wanderwege
Rauenberg liegt am Radweg Liebliches Taubertal – der Sportive.
Der zweite Rundwanderweg im Lieblichen Taubertal (LT 2) mit der Bezeichnung „Romantisches Wildbachtal“ führt von Boxtal über Rauenberg und Wessental.

## Verkehr
Wessental ist sowohl aus nordwestlicher als auch aus nordöstlicher Richtung über die K 2879 (im Ortsbereich auch Mühltalstraße genannt) zu erreichen. Aus südwestlicher und südöstlicher Richtung ist der Ort über die K 2830 (im Ortsbereich aus südwestlicher Richtung Brunnenstraße und aus südöstlicher Richtung Mühltalstraße genannt) zu erreichen.